# 埃米·鲁宾逊
埃米·鲁宾逊（英語：Amy Robinson，1996年2月19日—），新西兰女子曲棍球、排球运动员。她曾代表新西兰参加2018年英联邦运动会曲棍球比赛，获得一枚金牌。她也曾参加2014年夏季青年奥林匹克运动会。